# ساموتیشکی
ساموتیشکی (به چکی: Samotišky) یک منطقهٔ مسکونی در جمهوری چک است که در ناحیه اولومووتس واقع شده‌است. ساموتیشکی ۱٫۸۹ کیلومتر مربع مساحت و ۱٬۳۰۸ نفر جمعیت دارد و ۲۶۷ متر بالاتر از سطح دریا واقع شده‌است.